# Fritz Schröder (Politiker, 1915)
Fritz Schröder (* 4. Oktober 1915 in Momehnen (Ostpreußen); † 5. Juli 2001 in Neuenhagen bei Berlin) war von 1964 bis 1974 stellvertretender Minister für Staatssicherheit der DDR.

## Leben
Fritz Schröder wurde 1915 in Momehnen (Ostpreußen) geboren. Sein Vater war Arbeiter, seine Mutter Hausfrau. Nach dem Besuch der Mittelschule absolvierte er von 1931 bis 1935 eine Lehre zum Fleischer. Anschließend wurde er zum Reichsarbeitsdienst einberufen und absolvierte von 1936 bis 1938 seine Wehrpflicht bei der Wehrmacht. Anschließend arbeitete er als Fleischergeselle, ehe er ab Herbst 1939 erneut zur Wehrmacht einberufen wurde. Von 1942 bis 1945 befand sich Schröder in sowjetischer Kriegsgefangenschaft. Dort besuchte er 1943 für sechs Monate die Antifa-Schule und war anschließend NKFD-Frontbeauftragter. Nach seinem Fronteinsatz als Propagandist am Grabenlautsprecher besuchte er eine sowjetische Frontschule der Baltischen Front.
Schröder kehrte 1945 nach Deutschland zurück und nahm im Juli eine Anstellung bei der Volkspolizei an. Dort wurde er zum Leiter des Kreispolizeiamts Nauen befördert. 1945 trat er der KPD bei und wurde mit der Zwangsvereinigung von SPD und KPD 1946 Mitglied der SED. Er besuchte 1946 die Landespolizeischule Biesenthal und wurde 1948 als Leiter des Kreispolizeiamtes nach Teltow versetzt. Ab September 1949 arbeitete er für die Verwaltung zum Schutz der Volkswirtschaft Brandenburg, welche ab Februar 1950 zur Länderverwaltung Brandenburg des Ministeriums für Staatssicherheit (MfS) wurde. Dort war er zunächst Leiter der Dienststelle Frankfurt (Oder), wurde aber noch im selben Jahr zum Leiter der Abteilung V (Untergrundtätigkeit) der Länderverwaltung Brandenburg ernannt. Nach der Bildung der Bezirke in der DDR im Juli 1952 übernahm er im Rang eines Oberstleutnants die Leitung der MfS-Bezirksverwaltung (BV) Cottbus und wurde Mitglied der SED-Bezirksleitung Cottbus. Schröder wurde im Juli 1955 nach Berlin versetzt und als Nachfolger von Bruno Beater zum Leiter der Hauptabteilung (HA) V (Staatsapparat, Kirchen, Untergrund) des MfS ernannt. Im Februar 1958 wurde er zum Oberst befördert. Im Januar 1964 übernahm er den Posten des stellvertretenden Ministers für Staatssicherheit; die Nachfolge der HA V (später HA XX) übernahm Paul Kienberg. Im Oktober 1964 wurde er von Walter Ulbricht zum Generalmajor ernannt und am 4. Oktober 1972 von Erich Honecker zum Generalleutnant befördert. Aus gesundheitlichen Gründen wurde er 1974 von seinen Aufgaben entbunden und im Januar 1975 entlassen. Seine Nachfolge übernahm Rudi Mittig. Bis zu seinem Tod lebte Fritz Schröder als Rentner in Neuenhagen bei Berlin.

## Auszeichnungen
- 1970 Vaterländischer Verdienstorden in Gold
- 1975 Karl-Marx-Orden
- 1985 Medaille „40. Jahrestag des Sieges im Großen Vaterländischen Krieg 1941–1945“[2]